# Шмаринова Карина Миколаївна
Шмаринова Карина Миколаївна — радянська і російська акторка.

## Життєпис
Народилася 31 травня 1937 року в Москві у артистичній сім'ї кіноакторки Галини Кравченко та кінорежисера і актора Миколи Костянтиновича Санішвілі (Санова).
Навчалась у Школі-студії МХАТу й у Всесоюзному державному інституті кінематографії.
Знімається з 1949 р. (фільми: «Княжна Мері», «Четвертий жених» та ін.).

## Фільмографія
- «Княжна Мері» (1955, Княжна Мері)
- «Сторінки минулого» (1958, Люба),
- «Кров людська — не водиця» (1960, Галина),
- «Дмитро Горицвіт» (1962, Галина).
- «Четвертий наречений» (1972)